# Sekhonyana Nehemia Maseribane
Sekhonyana Nehemia Maseribane (Monte Moorosi, Distrito de Quthing, 4 de mayo de 1918-3 de noviembre de 1986) fue un político lesotense, que se desempeñó brevemente como primer ministro de Basutolandia (actual Lesoto) en 1965, siendo la primera persona en ocupar el cargo.
Luego fue vice primer ministro (1965-1976), y hasta el golpe de Estado de enero de 1986 estuvo a cargo de varios ministerios: asuntos internos (1965-1970), agricultura (1970-1974), obras públicas y comunicaciones (1974-1975), trabajo (1975-1976), e interior (1978-1986). Fue también jefe local en Monte Moorosi.
Emparentado con la familia real lesotense, fue miembro del Partido Nacional Basoto.